# أرييل كابرال
أرييل كابرال (بالإسبانية: Alejandro Cabral)‏ هو لاعب كرة قدم إسباني وأرجنتيني في مركز الوسط، ولد في 11 سبتمبر 1987 في بوينس آيرس في الأرجنتين. شارك مع منتخب الأرجنتين تحت 20 سنة لكرة القدم ومنتخب الأرجنتين لكرة القدم. أما مع النوادي، فقد لعب مع فيليز سارسفيلد وليغيا وارسو ونادي كروزيرو.

## وصلات خارجية
- أرييل كابرال على موقع قاعدة بيانات كرة القدم.إي يو (الإنجليزية)
- أرييل كابرال على موقع ناشيونال فوتبول تيمز (الإنجليزية)
- أرييل كابرال على موقع Soccerway.com (الإنجليزية)
- أرييل كابرال على موقع عالم كرة القدم.نت (الإنجليزية)